# Stage Fever – Bühne fürs Leben
Stage Fever – Bühne fürs Leben ist eine 13-teilige Doku-Reihe, die von 2003 bis 2004 jeweils samstagsnachmittags um 16:30 Uhr im ZDF ausgestrahlt wurde und die Ausbildung zum Musicaldarsteller zeigte.

## Inhalt
Die Reihe zeigte den Alltag an der 2003 von Joop van den Ende in der Hamburger Speicherstadt gegründeten privaten Berufsfachschule Joop van den Ende Academy, die eine dreijährige Ausbildung zum Musicaldarsteller bot.
Die Reihe zeigte nicht nur den Unterricht an der Schule, der hauptsächlich aus Einzel- und Gruppenunterricht in den drei Bereichen Schauspiel, Gesang und Tanz bestand, sondern begleitete auch einige der Schüler in ihrem Privatleben und zeigte, wie hart die Ausbildung zum Musicaldarsteller ist.

## Produktion
Die Reihe wurde von Miramedia produziert und sollte ursprünglich „Musical Academy – So spielt das Leben“ heißen. Die Titelmusik stammt von Giorgio Moroder und Michael Kunze und wurde von sechs Schülern der Schule gesungen. Regie führte Sven Hartung.
Der Produzent der Reihe, Holger Heinßen, und der Chef des Produktionsunternehmens Miramedia, Sven Hartung, hofften ursprünglich darauf, die Reihe nach dem Ende der ersten Staffel noch weiterproduzieren zu können und zur dreijährigen Langzeit-Doku auszubauen, die die komplette dreijährige Ausbildung abbildete. Diese Idee wurde jedoch nicht realisiert.

## Ausstrahlungstermine
Die Originalausstrahlung fand an den folgenden Samstagen jeweils um 16:30 im ZDF statt:
- Folge 1: 8. November 2003
- Folge 2: 15. November 2003
- Folge 3: 22. November 2003
- Folge 4: 6. Dezember 2003
- Folge 5: 20. Dezember 2003
- Folge 6: 27. Dezember 2003
- Folge 7: 24. Januar 2004
- Folge 8: 31. Januar 2004
- Folge 9: 14. Februar 2004
- Folge 10: 21. Februar 2004
- Folge 11: 6. März 2004
- Folge 12: 20. März 2004
- Folge 13: 27. März 2004

Von Juli bis August 2010 wurde die Reihe auf ZDFneo wiederholt.